# Rob Britton
Robert "Rob" Britton (Regina, 22 de setembre de 1984) és un ciclista canadenc, professional des del 2010. Actualment corre a l'equip Rally Cycling.

## Palmarès
- 2009
  - Vencedor d'una etapa al Mount Hood Cycling Classic
- 2015
  - 1r al Tour de Gila
- 2017
  - 1r al Tour de Utah i vencedor d'una etapa
  - Vencedor d'una etapa al Tour de Beauce
- 2018
  - 1r al Tour de Gila
- 2019
  -  Campió del Canadà de contrarellotge individual